# Narcís Claveria i Zaldua

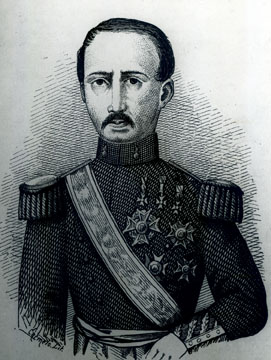
Narcís Claveria

Narcís Claveria i Zaldua (Girona, 2 de maig de 1795 - Madrid, 26 de juny de 1851) fou un militar gironí que exercí entre 1844 i 1849 la Capitania General de les Filipines.

## Biografia
Narcís Claveria va néixer a Girona el 2 de maig de 1795. El seu pare era el coronel d'artilleria Antoni Maria de Claveria i Portu, Governador Militar i Polític d'Osca, i la seva mare Maria de Jesús de Zaldua i Murrieta. Va ingressar a l'Acadèmia Militar el novembre de 1801 amb només 6 anys, distingit com a artiller de menor edat, i, en 49 anys de servei, arribà a la graduació de Tinent General. Durant la seva carrera militar va ocupar diversos càrrecs d'importància com ara: Capità General del Desè Districte Militar a Navarra (1840), Cap de l'Estat Major General de l'Exèrcit del Centre (1840), Capità General del Sisè Districte Militar a l'Aragó (1844) i Governador, Capità General i President de l'Audiència de les Illes Filipines (1844).
El 1831 es va casar amb Anna de Berroeta i Villar, també de família militar. En reconeixement de la seva tasca de servei al país, va rebre de part de la Corona Espanyola, el 29 de juliol de 1848, el títol de Comte de Manila.
Mentre estava exercint el càrrec de Capità General a les Filipines, se li va declarar una malaltia hepàtica que el debilità molt i desaconsellà el clima de les illes. Va rebre permís per a ésser rellevat del càrrec. Va retornar a la Península el 1850 per a seguir tractament però el 26 de juny de 1851 moria a Madrid als 56 anys.

## Capitania General de les Filipines
En el seu període al cap de la Capitania General de les Filipines va tirar endavant diverses iniciatives de repercussió perllongada.

### La pirateria i la ingerència de potències estrangeres
Va fer front al problema de la pirateria que suposava un greu inconvenient per al comerç i que es barrejava amb els interessos d'altres potències per al control de la zona. Va establir pactes amb els caps locals i va crear guarnicions per al control i sobirania de diverses illes claus sobretot a l'arxipèlag de Sulu i el seu Sultanat.

### La modernització de la flota
Va aconseguir la dotació dels primers vaixells de vapor a les illes. La qual cosa va contribuir a millorar les comunicacions però també a perseguir amb una eficàcia major els delictes de pirateria.

### Reforma dels calendaris
Va abordar la reforma de l'error en els calendaris a les illes. Des dels temps de l'arribada dels primers navegants espanyols a l'arxipèlag, amb l'Expedició de Magalhães-Elcano, el còmput de la data s'havia fet erròniament perquè s'havia comptat anant sempre cap a l'oest des de la península. Això va resultar en que el calendari insular marcava un dia endarrerit respecte de l'europeu. La correcció, que no s'havia dut a terme mai, va ésser considerada per Claveria i, després de posar-se d'acord amb l'arquebisbe, va decretar la supressió del dia 31 de desembre de 1844. Així, l'endemà del dia 30 va passar a ésser 1 de gener de 1845 i va quedar esmenat l'error. De fet, la Conferència Internacional que es va celebrar a Washington, D.C. el 1884, que va determinar el meridià de Greenwich, va arribar a les mateixes conclusions per a tot el Món, però mig segle més tard.

### L'assignació de cognoms
Una altra decisió de Claveria que acabaria tenint transcendència a totes les generacions posteriors fou la del decret de 1849 d'assignació de cognoms i elaboració d'un padró.
Per una banda era molt difícil fer-se una idea precisa de la població total del país però, a les dificultats tècniques, s'havia d'afegir la tradició nativa de canviar-se el nom en funció dels esdeveniments que anaven marcant la vida d'una persona. Així, un individu adult podia acumular fàcilment quatre o cinc noms diferents, tots ells en vigor. Aquesta situació era molt difícil de sistematitzar burocràticament.
Claveria va decidir obrir un procediment pel qual els caps de família, que no tinguessin cognom reconegut, havien d'escollir d'un catàleg de cognoms peninsulars el que més els plagués per a la seva família. La llista va quedar configurada en 60.662 cognoms, que s'havien d'exposar als ajuntaments. Així fou com, en una colònia en la qual no hi va haver massa interrelació entre les comunitats nativa i sobrevinguda, es dona la paradoxa actual de l'extensió amb més profusió de cognoms típicament hispànics.
A tall d'anècdota, en algunes poblacions els responsables de l'ajuntament no es van voler molestar a penjar la llista completa, amb la qual cosa es donaren situacions de localitats on tots els cognoms adoptats començaven per la mateixa lletra.